# Ситозуб гратчастий
{{#ifeq:0|0|{{#if:Coscinodon cribrosus|{{#if:|[[]}}|[[]]}}}}
Ситозуб гратчастий (Coscinodon cribrosus) — вид мохів порядку гріміальних (Grimmiales).

## Поширення
Батьківщиною є Європа, Північна Америка, Азія.
Населяє кислі, сухі пісковики, сланці та гранітні валуни та корінні породи, але також зустрічаються на вулканічних відслоненнях; від низьких до високих (0–3300 м).

## Характеристика
Рослини 4.5–7 мм, темно-оливкові. Листки від овальних до яйцювато-ланцетних, 1.1–1.9 × 0.4–0.7 мм, краї загнуті дистально, верхівка плоска, остюк 0.1–1.1 мм, пластинка 2-складчаста, складки не завжди досягають основи. Вид дводомний. Коробочкові ніжки 0.8–1.2 мм. Коробочка від яйцюватої до дзвонової.